# Microcalcarifera villosata
Microcalcarifera villosata är en fjärilsart som beskrevs av Achille Guenée 1857. Microcalcarifera villosata ingår i släktet Microcalcarifera och familjen mätare. Inga underarter finns listade i Catalogue of Life.